# Големи Сивиндрик
Големи Сивиндрик или Големи Семендрик (грч. Μεγαλόκαμπος, Мегалокамбос) је насељено место у општини Просечен у периферији Источна Македонија и Тракија, Грчка. Према попису из 2021. године било је 228 становника.
Према бугарском географу и историчару, Василу Канчову, у Сивиндрику је 1900. године живело 50 Рома и 40 Словена хришћана. Током Балканских ратова село је напуштено и обновљено је 1923—1924. године када је насељено 144 грчких избегличких породица, којих је на попису из 1928. године било 537.